# Mariene ecoregio Agulhasbank
De Mariene ecoregio Agulhasbank (192) (Engels: Agulhas Bank marine ecoregion) is een biogeografische regio en ligt in de overgang van de Indische Oceaan naar de Atlantische Oceaan in de Mariene provincie Agulhas (51) in het Marien rijk Gematigd Zuidelijk Afrika. De mariene ecoregio is vastgesteld door het World Wide Fund for Nature en The Nature Conservancy en is vernoemd naar de Agulhasbank.
In het oosten grenst het gebied aan de mariene ecoregio Natal (193) en in het westen aan de mariene ecoregio Namaqua (191).

## Geografie
De mariene ecoregio ligt in de overgang van de Indische Oceaan naar de Atlantische Oceaan voor de zuidkust van Zuid-Afrika. Het gebied strekt zich uit van Kaap de Goede Hoop bij Kaapstad tot aan Boknesstrand.
Door het gebied stromen de Agulhasstroom en de Agulhasterugstroom.

## Biogeografie
Het gebied kent zeeleven dat houdt van gematigde temperaturen.